# 戈弗雷·兰普林
戈弗雷·兰普林（英語：Godfrey Rampling，1909年5月14日—2009年6月20日），英国男子田径运动员。他曾代表英国参加1932年和1936年夏季奥林匹克运动会田径比赛，获得一枚金牌和一枚银牌。